# Hintergraslspitzen
De Hintergraslspitzen is de benaming voor drie bij elkaar gelegen bergtoppen in de Weißkam in de Ötztaler Alpen in het Oostenrijkse Tirol. De bergen liggen in een kam die zich vanaf de 3497 meter hoge Fluchtkogel in oostelijke richting uitstrekt, tussen de gletsjers Vernagtferner en de Guslarferner in. Vanaf het Hintergrasjoch na de Fluchtkogel wordt eerst een naamloze 3313 meter hoge top bereikt, dan de 3325 meter hoge hoofdtop (die soms enkel als Hintergraslspitze wordt aangeduid) en ten slotte de 3268 meter hoge Hintergraslturm. Ten zuidoosten hiervan bevindt zich ten slotte het zogenaamde Hintergrasleck, dat via een gemarkeerde klimroute vanaf de Vernagthütte te bereiken is.
De makkelijkste tocht naar de top van de Hintergraslspitzen voert via deze klimroute in een uur over met gras begroeide rotsen (Schrofen) naar het Hintergrasleck. Van daar gaat het over een scherpe bergkam in noordwestelijke richting, waarbij de Hintergraslturm aan noordelijke zijde kan worden gepasseerd. De tocht vanaf het Hintergrasleck, die ongeveer één uur in beslag neemt, kent stukken klim tot een UIAA-moeilijkheidsgraad II.
De naam van de berg is waarschijnlijk gecreëerd door herders of jagers met een bijzondere interesse voor de aan de zuidoostelijke flank van de bergkam gelegen grasvelden, die in een vanuit het dal niet zichtbaar deel van de bergrug gelegen waren.